# Sideshow Collectibles
Sideshow Collectibles és un estudi amb seu a Califòrnia dedicat al disseny de joguets i mercandatge de col·leccionista que va ser fundat en 1993 com Sideshow Productions, un estudi de suport a pel·lícules i d'efectes especials. En 1994 la companyia canvià la seua producció i se centrà en els col·leccionables. Sideshow normalment produeix productes amb llicència del món del cinema, la televisió, l'animació i els còmics.